# Xã Summit, Quận Callaway, Missouri
Xã Summit (tiếng Anh: Summit Township) là một xã thuộc quận Callaway, tiểu bang Missouri, Hoa Kỳ. Năm 2010, dân số của xã này là 8.873 người.